# 港尾里 (新北市)
港尾里為台灣新北市板橋區轄下之一里，該里由社後里分出。本地區位於擺接渡下游，故曰港尾。或云因處於湳子港之下游，故名。